# Welschenrohr
Welschenrohr (franska: Rosières) är en ort i kommunen Welschenrohr-Gänsbrunnen i kantonen Solothurn, Schweiz. Orten var före den 1 januari 2021 en egen kommun, men slogs då samman med kommunen Gänsbrunnen till den nya kommunen Welschenrohr-Gänsbrunnen.
Orten ligger i Jurabergen, i vattendraget Dünnerns dalgång, 680 meter över havet.

## Historia
Welschenrohr omnämns år 1179 som "Rore". Den kom 1427 under Solothurns inflytande. Under senare delen av 1700-talet gav glas- och bergsbruk i omgivningen ett visst välstånd. Småningom blev urindustrin med märkena "Tourist" och "Technos" helt dominerande, den sista fabriken lades dock ned 1980. Tillbakagången mellan 1960 och 1980 ledde till en stark befolkningsminskning.

## Kommunikationer
Viktigaste kommunikationsled är vägen Balsthal-Moutier. Kollektivtrafiken utförs av postbussar. Närmaste järnvägsstation är Gänsbrunnen på linjen Solothurn-Moutier.